# مقاطعة موسكوجي (جورجيا)
مقاطعة موسكوجي (بالإنجليزية: Muscogee County)‏ هي إحدى المقاطعات في ولاية جورجيا في الولايات المتحدة الأمريكية.